# Joanne Leighton
Joanne Leighton, née le 27 février 1966 à Adélaïde en Australie, est une danseuse, chorégraphe et pédagogue belgo-australienne.

## Biographie
Initiée à la danse à Melbourne, Joanne Leighton intègre, en 1987, l'Australian Dance Theater, une compagnie de danse contemporaine, et commence parallèlement à créer des chorégraphies.
Elle part ensuite à Londres grâce à l'obtention d'une bourse, y créé des pièces, collabore avec le Centre chorégraphique national du Havre, puis donne des cours à Bruxelles, au théâtre royal de La Monnaie, où elle rencontre notamment Anne Teresa De Keersmaeker, Wim Vandekeybus, et Michèle Anne De Mey. En 1992, elle décide de s'installer dans la capitale belge, mais reste tout de même très présente à l'étranger, produisant des spectacles dans de nombreux pays européens et en Australie ainsi qu'en chorégraphiant pour le Dance Theatre of Ireland et Charleroi/Danses.
Elle crée la compagnie Velvet en 1994 et déploie une forte présence en France à partir de cette période, en bénéficiant de plusieurs « accueil-studios » des centres chorégraphiques nationaux, puis en présentant son travail lors de la Biennale nationale de danse du Val-de-Marne, et en donnant de nombreux cours pour des compagnies françaises comme celles de Jean-Claude Gallotta, Angelin Preljocaj ou Catherine Diverrès.
Reconnue comme pédagogue et ayant développé une pédagogie qui lui est propre, Joanne Leighton crée en 2008 le projet « Mobile », qui propose à l'échelle nationale et internationale des cours pour amateurs, professionnels, et jeunes publics. Elle enseigne également dans des écoles et des conservatoires et participe au projet « Danse à l'école », de la Communauté française de Belgique. Globalement, elle est reconnue pour ses interactions avec le public et une écriture chorégraphique qui dialogue avec d'autres pratiques artistiques.
En mars 2010, succédant à Odile Duboc, elle est nommée directrice du Centre chorégraphique national de Franche-Comté à Belfort, au sein duquel elle avait déjà séjourné en 2004 et créé la pièce Display/Copy Only. En 2015, elle crée 9000 Pas, sextet dansé sur un parterre de sel sur Drumming, musique de Steve Reich, et, en 2016, I Am Sitting in a Room, quatuor sur le texte homonyme d’Alvin Lucier.
Depuis 2017, Joanne Leighton est en résidence longue avec le projet « WLDN » — d'après Walden, titre du roman d’Henry David Thoreau — à Paris et dans le Val-de-Marne (Ivry-sur-Seine, La Briqueterie à Vitry-sur-Seine, etc.).
De 2018 à 2020, Joanne Leighton a été en résidence pluriannuelle au sein du Collectif Essonne Danse.

## Œuvres principales
- 2002 : The Simulacra Stories, pour le Dance Theatre of Ireland
- 2004 : Display Quintet, chorégraphiée pour le Festival de Lille
- 2004 : Display/Copy Only
- 2004 : Made in Taiwan
- 2006 : Easy Pieces
- 2008 : Surface
- 2009 : The End
- 2009 : Real Imitation
- 2011 : Les Modulables
- 2011 : Les Veilleurs de Belfort[3]
- 2012 : Les Veilleurs de Laval et de Rennes[4]
- 2013 : Exquisite Corpse
- 2015 : Les Veilleurs de Haguenau[5]
- 2015 : 9000 Pas[6]
- 2015 : Die Turmer Von Frieburg
- 2016 : I Am Sitting in a Room
- 2017 : Les Veilleurs d'Évreux
- 2018 : Songlines
- 2019 : De Waarnemer Van Dordrecht
- 2019 : Corps Exquis
- 2020 : The Graz Vigil
- 2020 : Türmer München
- 2021 : The Hull Vigil
- 2021 : People United
- 2022 : Le Cycle des veilleurs[7]
- 2022 : Les Veilleurs de Capdenac[8] avec Derrière Le Hublot

## Prix et distinction
- Bourse « Chorégraphie » de la Société des auteurs et compositeurs dramatiques (SACD).
- Officier de l'Ordre des arts et des lettres (2021).